# Заросляк
Ворохтянська високогірська навчально-спортивна база «Заросляк» — 
державне підприємство, навчально-спортивна база Олімпійського резерву України.
Розташована в межах Карпатського національного природного парку під горою Говерла на висоті 1330 метрів над рівнем моря.
Має статус бази олімпійської та параолімпійської підготовки та є найвисокогірнішим об’єктом спортивно-оздоровчої інфраструктури України.

## Інфраструктура
- номерний фонд, що складається з номерів трьох типів комфортабельності та розрахований на одночасне проживання 90 відвідувічів;
- власна автономна котельня, що забезпечує комфортну температуру та подачу гарячої води на базі;
- власна велика їдальня;
- спортивно-оздоровчий комплекс, що включає в себе ігровий та тренажерний зали, сауну та масажний кабінет.

## Історія
Історія місцевості Заросляк поринає у глибину віків. Заросляком місцеві жителі назвали простір між Брескулом на сході та вододілом між Прутчиком Козьменським та Прутчиком Заросляцьким на заході.
Ця місцевість розташована біля самого підгір’я Говерли, у витоків річки Прут, і з усіх сторін оточена незайманим лісом та вершинами карпатських гір. 
Ще 1880 року на місці сучасної навчально-спортивної бази «Заросляк» було засновано туристичний притулок Польського Товариства татранського імені Генріха Гоффбауера – керівника Товариства у Коломиї, палкого аматора туристичного маршруту по Чорногірському хребту.
З 1911 по 1918 роки серія пожеж та бойові дії під час Першої світової війни знищили притулок. Та в 1923 – 1927 роках притулок було заново відбудовано й до кінця 1930-х років він приймав від 120 до 150 туристів на добу. Під час Другої світової війни його знов було повністю знищено.
1959 року Заросляк отримав нове життя. Тут було збудовано спортивну базу, яка увійшла до переліку олімпійських об’єктів УРСР. Маючи спортивну інфраструктуру та будучи найвисокогірнішою базою УРСР, база «Заросляк» приймала найсильніших спортсменів з усього колишнього союзу.
З 1991 року база «Заросляк» є одним з провідних об’єктів підготовки спортсменів незалежної України. 2004 року на території бази збудовано дванадцятиметровий трамплін для фрістайлу.
Після капітального ремонту, здійсненого у 2008 році, база здатна прийняти до 90 осіб на добу.

## Сучасність
Матеріально-технічне забезпечення навчально-спортивної бази «Заросляк» дозволяє цілий рік проводити спортивні заходи командам та спортсменам будь-якого рівня. На базі постійно діє спортивно-оздоровчий комплекс, який включає у себе ігровий та тренажерний зали, сауну та масажний кабінет.
База «Заросляк» чудово підходить для усіх видів єдиноборств та бойових мистецтв. Традиційно тут проходять підготовку олімпійські команди з вільної та греко-римської боротьби, дзюдо та боксу. Частими гостями бази є команди з айкідо, самбо, карате, тхеквондо, кендо та з рукопашного бою.
За вибором спортсменів зал комплектується татамі для дзюдо, тхеквондо, борцівським килимом або боксерськими грушами. Місцевість навколо бази «Заросляк» сприяє проведенню інтенсивних тренінгів із застосуванням кросів.
Окрім спортсменів контактних видів спорту, підготовку на базі проходять команди з фехтування, спортивної та художньої гімнастики, волейболу, баскетболу, регбі та веслування.

## Галерея

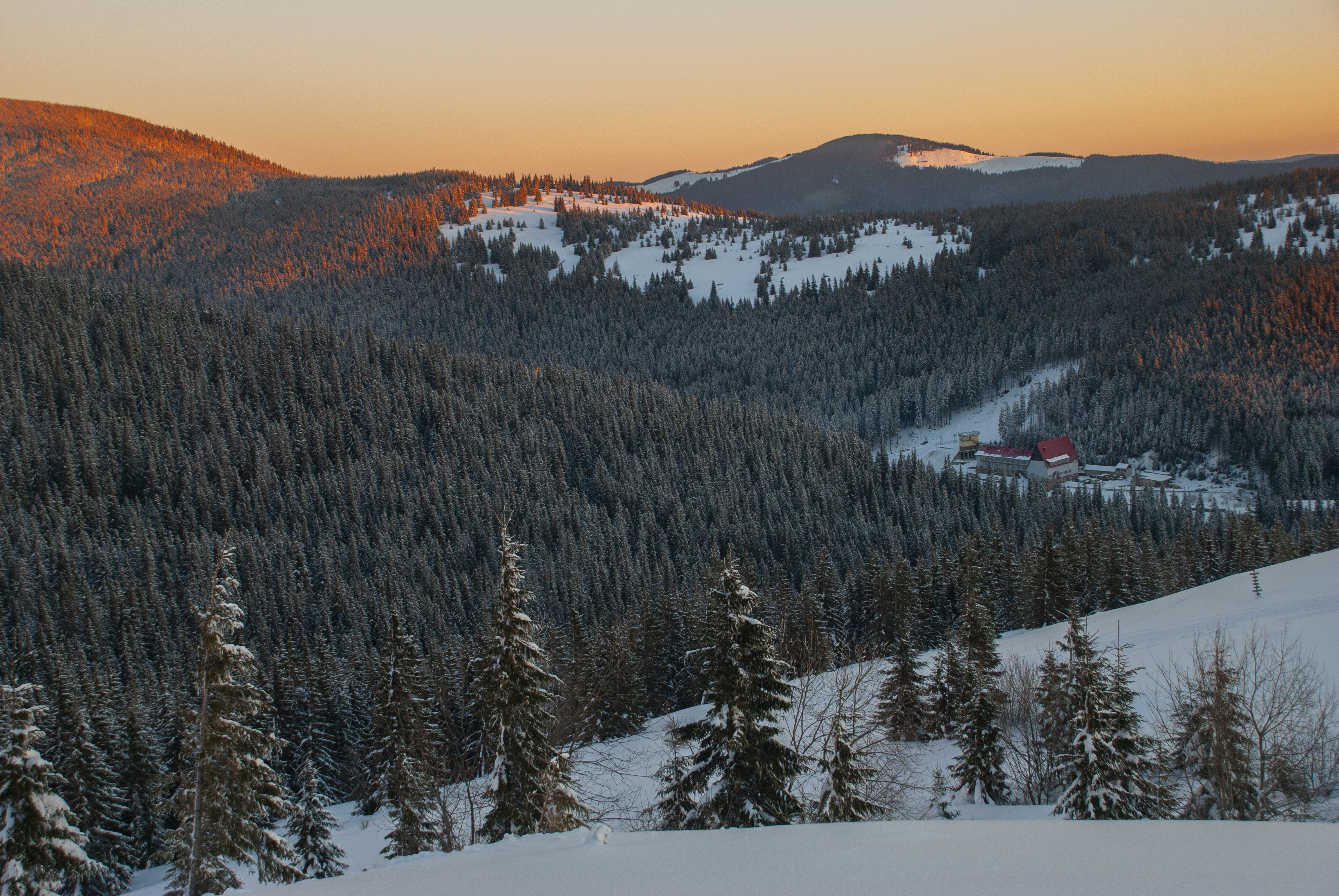
Заросляк з хребта Маришевська
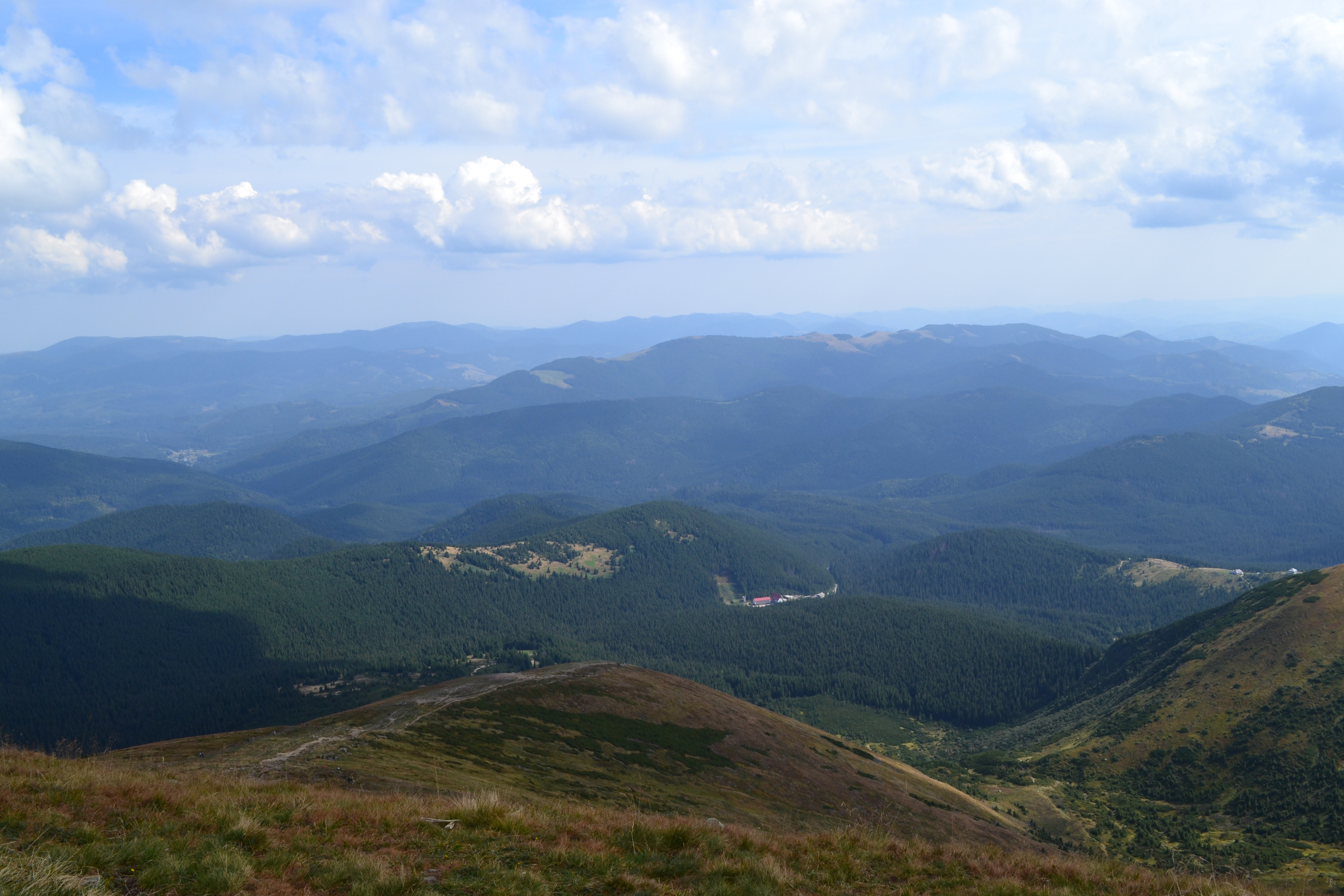
Вид з Говерли на базу "Заросляк"
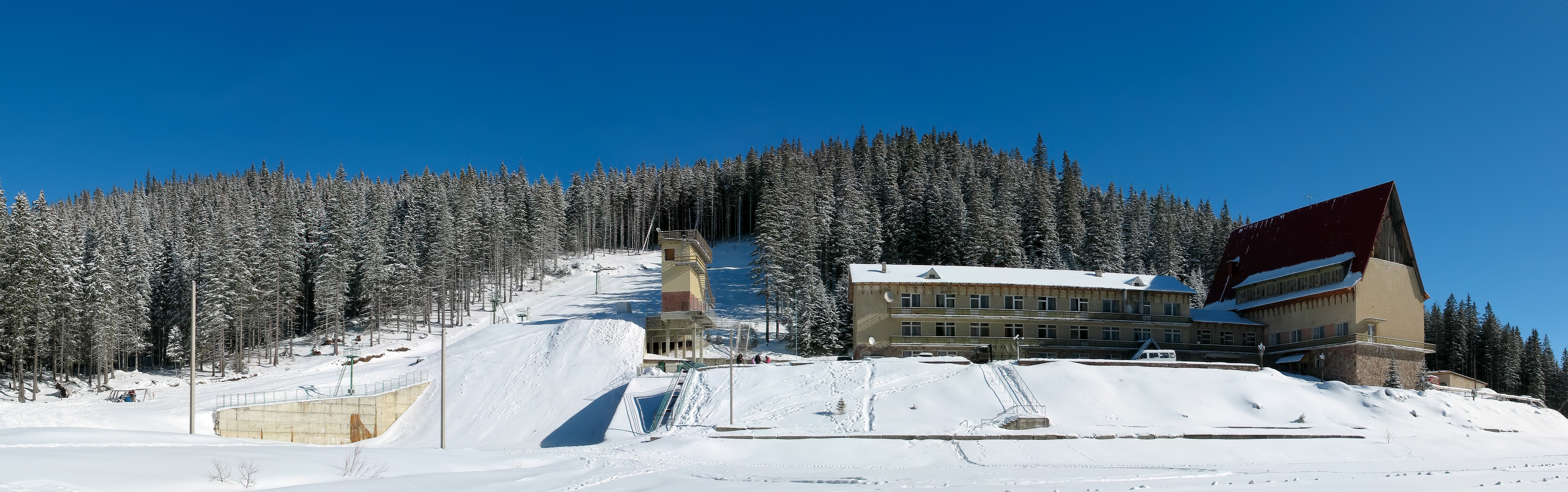
Панорамне зображення бази